# Rockwell XFV-12

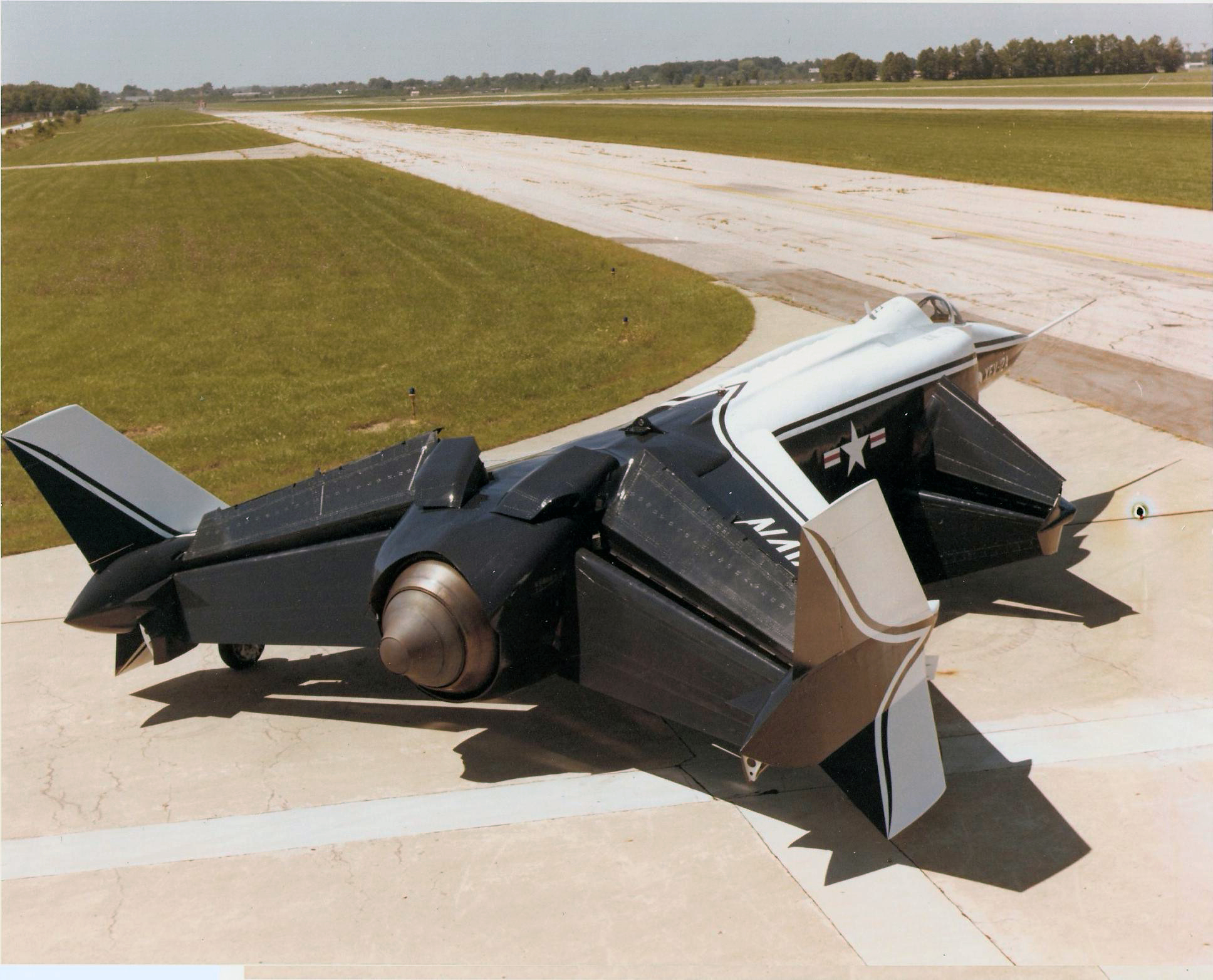
Erster Prototyp bei Rollversuchen, 1977

Die North American Rockwell XFV-12 war ein für den Einsatz bei der US-Navy vorgesehenes Überschall-VTOL-Kampfflugzeugprojekt. Der Entwurf NR-356 von North American Aviation setzte sich gegen 10 weitere Vorschläge, zu denen z. B. die Convair Model 200 gehörte, durch. Die Entwicklung der XFV-12 begann 1972 und war als Ergänzung für die AV-8 Harrier gedacht. Diese sollte dann ausschließlich für Luft-Boden-Einsätze eingesetzt werden, wohingegen der XFV-12 die Luftraumsicherung zugedacht war. Wie die Harrier sollte auch die XFV-12 auf amphibischen Angriffsschiffen stationiert werden.
Insgesamt wurden zwei Prototypen gebaut, wobei der zweite nie ganz fertiggestellt wurde. Keine der beiden Maschinen absolvierte je einen Flug. Mit dem ersten Prototyp wurden im Juli 1977 erste Bodentest durchgeführt. Dabei stellten sich erste Gewichtsprobleme heraus. Am 26. August 1977 wurde der erste Prototyp offiziell vorgestellt. Beim Schwebetest 1978 wurde klar, dass die XFV-12 das angestrebte Schubkraft-Gewichts-Verhältnis von 1,5 nicht erreichen würde. Es wurden verschiedene Konstruktionsänderungen vorgeschlagen und nach alternativen Triebwerken mit größerem Schub gesucht. Allerdings hätten diese zu weiteren Gewichtssteigerungen geführt, weshalb 1981 das XFV-12-Programm beendet wurde. Die Aufgabe der Luftraumsicherung wurde zunächst offengelassen. Als britische Sea Harrier 1982 im Falklandkrieg sich gegen die deutlich schnelleren Dassault Mirage III Jagdflugzeuge durchsetzen konnten, entschied man sich dafür, die Luftraumsicherung auch der Harrier zu unterstellen. Für diese Aufgabe wurde dann die AV-8B Harrier II Plus entwickelt.

## Technische Daten
| Kenngröße                | Daten (geplante)                                                                          |
| ------------------------ | ----------------------------------------------------------------------------------------- |
| Länge                    | 13,40 m                                                                                   |
| Spannweite               | 8,69 m                                                                                    |
| Normales Startgewicht    | 8.850 kg                                                                                  |
| Maximales Startgewicht   | 9.072 kg                                                                                  |
| Höchstgeschwindigkeit    | Mach 2,2 (auf optimaler Flughöhe)                                                         |
| Besatzung                | 1                                                                                         |
| Triebwerk                | Ein Pratt & Whitney F401-PW-400-Mantelstromtriebwerk                                      |
| Schub                    | - mit Nachbrenner: ca. 130 kN - ohne Nachbrenner: k. A.                                   |
| Schub-Gewicht-Verhältnis | 1,5 (bei normalem Startgewicht)                                                           |
| Bewaffnung               | - Eine 20 mm M61 Vulcan Gatlingkanone (639 Schuss) - Zwei AIM-7 Sparrow Luft-Luft-Raketen |